# Micropterus henshalli
Micropterus henshalli is een straalvinnige vissensoort uit de familie van de zonnebaarzen (Centrarchidae). De wetenschappelijke naam van de soort is voor het eerst geldig gepubliceerd in 1940 door Hubbs & Bailey.